# Leptictidae
Os Leptictídeos (Leptictidae Gill,1872) eram uma família extinta de mamíferos placentários, membros da ordem Leptictida. Ainda não são bem conhecidos, e suas relações taxonômicas intra e supra-familiares não são bem seguras. Superficialmente, eram semelhantes aos modernos musaranhos (Soricidae).

## Classificação
Família Leptictidae Gill, 1872
- Gênero Prodiacodon Matthew, 1929 (= Palaeolestes Matthew e Granger, 1918)
  - Prodiacodon puercensis (Matthew, 1918) [orig. Diacodon (Palaeolestes) puercensis]  - Paleoceno, Torrejonian, San Juan Basin, EUA
  - Prodiacodon concordiarcensis Simpson, 1935 [Diacodon concordiarcensis]  - Paleoceno, Torrejonian, Gidley Quarry, Montana, EUA, Paleoceno, Tiffanian, Saddle Locality, Wyoming, EUA (= Diacodon pearcei Gazin, 1956)
  - Prodiacodon furor Novacek, 1977  - Paleoceno, Torrejonian, Gidley Quarry, Montana, EUA
  - Prodiacodon crustulum Novacek, 1977  - Paleoceno, Puercan, Biscuit Springs, Montana, EUA
  - Prodiacodon tauricinerei (Jepsen, 1930) (= Diacodon pineyensis Gazin, 1952) - Eoceno Inferior, Wasatchian, Bighorn Basin, Wyoming, EUA
- Gênero Palaeictops Matthew 1899 (= Parictops Granger, 1910; Hypictops Gazin, 1949)
  - Palaeictops bicuspis (Cope, 1880) (=Ictops bicuspis) - Eoceno Inferior,  Wasatchian, Wind River Basin, Wyoming, EUA
  - Palaeictops boralis (Russell, 1965)
  - Palaeictops bridgeri (Simpson, 1959)
  - Palaeictops multicuspis (Granger, 1910)
- Gênero Myrmecoboides Gidley, 1915
  - Myrmecoboides montanensis Gidley, 1915 - Paleoceno, Torrejonian, Gidley Quarry, Montana, EUA
- Gênero Xenacodon Matthew e Granger, 1921 (Erinaceomorpha?)
  - Xenacodon mutilatus Matthew e Granger, 1921 - Paleoceno Superior, Tiffanian, Mason Pocket, Colorado, EUA
- Gênero Leptonysson Van Valen, 1967
  - Leptonysson basilisus Van Valen, 1967
- Gênero Diaphyodectes Russell, 1964 incertae sedis
  - Diaphyodectes prolatus Russell, 1964 - Paleoceno, Thanetian, Walbeck, Alemanha
- Gênero Leptictis Leidy, 1868 (=Ictidops, Ictops)
  - Leptictis acutidens (Douglass, 1901)
  - Leptictis dakotensis (Leidy, 1868) (=Nanohyus porcinus) - Eoceno Superior, Chadroniano a Withneyano
  - Leptictis douglassi Novacek, 1976 - Eoceno Superior, Duchesneano, EUA
  - Leptictis haydeni Leidy, 1868
  - Leptictis montanus (Douglass, 1905) (= I. intermedius, I. tenuis)
  - Leptictis thomsoni (Matthew, 1903)
  - Leptictis wilsoni Novacek, 1976